# Acronicta radcliffei
Acronicta radcliffei är en fjärilsart som beskrevs av Harvey 1875. Acronicta radcliffei ingår i släktet Acronicta och familjen nattflyn. Inga underarter finns listade i Catalogue of Life.